# Standfussia
Standfussia is een geslacht van vlinders van de familie zakjesdragers (Psychidae).

## Soorten
- S. gozmanyi (Kovàcs, 1953)
- S. pervellei (Oberthür, 1922)
- S. pristinella (Rebel, 1934)
- S. sachalina (Matsumura, 1931)
- S. standfussi (Wocke, 1851)
- S. tenella (Speyer, 1862)
- S. vorbrodtella (Wehrli, 1920)